# Мадагаскар на Светском првенству у атлетици у дворани 2016.
Мадагаскар је учествовао на 16. Светском првенству у атлетици у дворани 2016. одржаном у Портланду од 17. до 20. марта тринаести пут. Репрезентацију Мадагаскара представљала је једна атлетичарка, која се такмичила у трци на 60 метара.,
На овом првенству такмичарка Мадагаскара није освојила ниједну медаљу нити је остварила неки резултат.

## Учесници
Жене:
- Елоди Ембони — 60 м

## Резултати

### Жене
| Атлетичарка  | Дисциплина | Лични рекорд | Квалификације | Квалификације | Полуфинале            | Полуфинале            | Финале                | Финале  | Детаљи |
| Атлетичарка  | Дисциплина | Лични рекорд | Резултат      | Место         | Резултат              | Место                 | Резултат              | Место   | Детаљи |
| ------------ | ---------- | ------------ | ------------- | ------------- | --------------------- | --------------------- | --------------------- | ------- | ------ |
| Елоди Ембони | 1.500 м    |              | 7,65          | 7. у гр. 1    | Није се квалификовала | Није се квалификовала | Није се квалификовала | 37 / 44 |        |